# Mari Maurstad
Mari Maurstad, född 17 mars 1957 i Oslo, är en norsk skådespelare och författare.
Maurstad scendebuterade på Den Nationale Scene i Bergen 1978 i Shakespeares Kong Lear. Hon har varit fast engagerad vid Nationaltheatret sedan 1981. Vid sidan av teatern har hon medverkat i ett flertal TV-produktioner. Hon är dotter till regissören Alfred Maurstad och halvsyster till skådespelaren Toralv Maurstad.

## Filmografi (urval)
- 1992 – Sofie
- 1995 – Jakten på Mauritius